# 린한제
린한제(リン　カンケツ) 또는 임한걸(林漢傑, 1984년 3월 22일 ~ )는 일본의 바둑 기사이다. 중화민국 타이베이시 출신으로 일본기원 소속의 8단이다. 린하이펑 문하에서 공부했다.

## 경력
타이완 타이베이시에서 태어났다. 어린 시절을 보냈다. 5세 경 아버지에 이끌려 바둑 교실에서 바둑을 시작하였고 반년 후에는 어린이 대회에서 우승했다. 6세 때 아버지의 직장 때문에 일본 오사카로 옮겨 나중에 간사이기원의 원생되었는데, 그 당시는 프로 바둑 기사가 될 생각도 없었다. 그 후 타이완으로 귀국하지만, 상대적으로 바둑 공부 환경이 좋은 일본으로 다시 이주하여 14세 때 일본기원의 원생이 되었다. 2000년 16세의 나이로 입단했고, 같은 해 2단으로 승단했다.
2001년 3단을 거쳐 2002년 4단으로 승단했고 제27기 기성전 최종 예선에 진출했다. 2003년 5단으로 승단했고, 통산 100승을 달성했다. 2005년 6단으로 승단했고 2008년에 통산 200승을 달성한다. 2010년에 7단으로 승단했고, 제36기 명인전 리그에 진출했다.
2011년 상금 랭킹 12위를 기록했고, 2012년 제21기 용성전 결승전에 올랐지만 이야마 유타에게 패해 준우승을 차지했다. 2014년 제62기 왕좌전 도전자 결정전에 진출하여 자신의 첫 도전 대국 출전까지 1승만을 남겨 두었지만, 무라카와 다이스케에게 패배했다. 한편, 11월 22일에 부인 스즈키 아유미와 함께 일본기원 90주년 기념 비공식 기전 "부부 기사 바둑 토너먼트"에 출전하여 우승을 차지했다.
2018년 승점 규정에 따라 8단으로 승단했고, 12월에 비공식 기전인 SGW배 중용전에서 우승했다. 2019년 11월, 9년만에 명인전 리그에 복귀했다.